# 히사카쓰정
히사카쓰정(久勝町)은 도쿠시마현 아와군에 있던 정이다
. 

## 역사
- 1889년 10월 1일 - 정촌제 시행에 의해 2촌의 구역으로 히사카쓰촌이 성립하였다.
- 1951년 11월 3일 - 정으로 승격해 히사카쓰정이 되었다.
- 1955년 3월 31일 - 하야시정, 이사와촌과 합병해 아와정이 성립, 동일 히사카쓰정은 폐지되었다.

## 참고문헌
- 角川日本地名大辞典 36 徳島県